# Saint-Sébastien-de-Morsent
Pour les articles homonymes, voir Saint-Sébastien.
Saint-Sébastien-de-Morsent est une commune française située dans le département de l'Eure, en région Normandie. 

## Géographie

### Communes limitrophes
| Caugé                                   |                            | Parville          |
| Caugé                                   | Saint-Sébastien-de-Morsent | Évreux            |
| La Bonneville-sur-Iton, Aulnay-sur-Iton | Arnières-sur-Iton          | Arnières-sur-Iton |

### Hydrographie
La commune est située dans le bassin Seine-Normandie. Elle n'est drainée par aucun cours d'eau,.

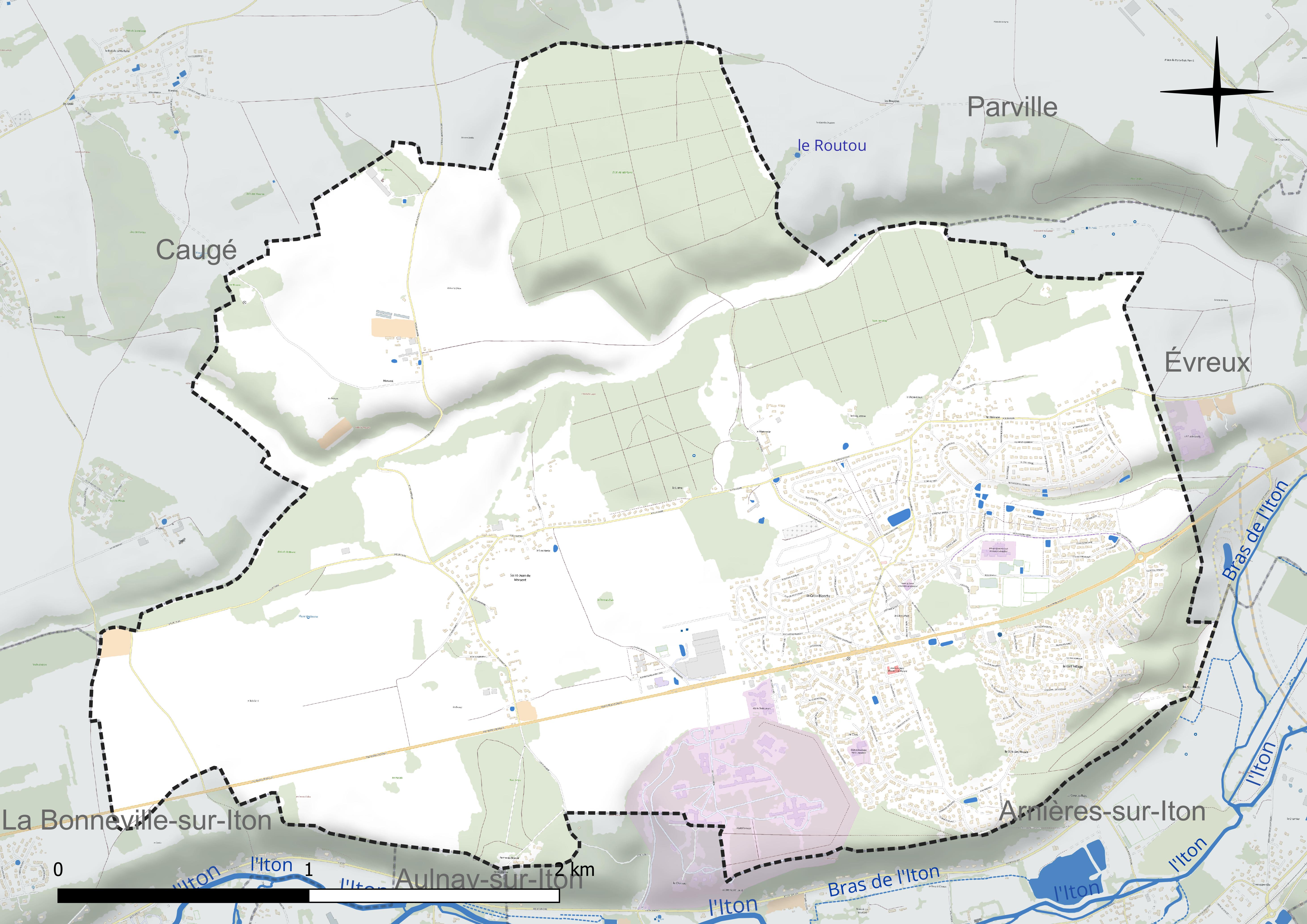
Réseau hydrographique de Saint-Sébastien-de-Morsent.

### Climat
Pour des articles plus généraux, voir Climat de la Normandie et Climat de l'Eure.
En 2010, le climat de la commune est de type climat océanique dégradé des plaines du Centre et du Nord, selon une étude du CNRS s'appuyant sur une série de données couvrant la période 1971-2000. En 2020, Météo-France publie une typologie des climats de la France métropolitaine dans laquelle la commune est exposée à un climat océanique et est dans la région climatique Côtes de la Manche orientale, caractérisée par un faible ensoleillement (1 550 h/an) ; forte humidité de l’air (plus de 20 h/jour avec humidité relative > 80 % en hiver), vents forts fréquents. Parallèlement le GIEC normand, un groupe régional d’experts sur le climat, différencie quant à lui, dans une étude de 2020, trois grands types de climats pour la région Normandie, nuancés à une échelle plus fine par les facteurs géographiques locaux. La commune est, selon ce zonage, exposée à un « climat des plateaux abrités », correspondant aux plaines agricoles de l’Eure, avec une pluviométrie beaucoup plus faible que dans la plaine de Caen en raison du double effet d’abri provoqué par les collines du Bocage normand et par celles qui s’étendent sur un axe du Pays d'Auge au Perche.
Pour la période 1971-2000, la température annuelle moyenne est de 10,5 °C, avec  une amplitude thermique annuelle de 14,2 °C. Le cumul annuel moyen de précipitations est de 656 mm, avec 11,1 jours de précipitations en janvier et 7,9 jours en juillet. Pour la période 1991-2020, la température moyenne annuelle observée sur la station météorologique la plus proche, située sur la commune de Guichainville à 8 km à vol d'oiseau, est de 11,1 °C et le cumul annuel moyen de précipitations est de 659,6 mm,. Pour l'avenir, les paramètres climatiques de la commune estimés pour 2050 selon différents scénarios d’émission de gaz à effet de serre sont consultables sur un site dédié publié par Météo-France en novembre 2022.

## Urbanisme

### Typologie
Au 1er janvier 2024, Saint-Sébastien-de-Morsent est catégorisée ceinture urbaine, selon la nouvelle grille communale de densité à 7 niveaux définie par l'Insee en 2022.
Elle appartient à l'unité urbaine d'Évreux, une agglomération intra-départementale dont elle est une commune de la banlieue,. Par ailleurs la commune fait partie de l'aire d'attraction d'Évreux, dont elle est une commune de la couronne,. Cette aire, qui regroupe 108 communes, est catégorisée dans les aires de 50 000 à moins de 200 000 habitants,.

### Occupation des sols
L'occupation des sols de la commune, telle qu'elle ressort de la base de données européenne d’occupation biophysique des sols Corine Land Cover (CLC), est marquée par l'importance des territoires agricoles (37,9 % en 2018), en diminution par rapport à 1990 (52,8 %). La répartition détaillée en 2018 est la suivante : 
terres arables (37 %), forêts (34,5 %), zones urbanisées (27,6 %), prairies (0,8 %). L'évolution de l’occupation des sols de la commune et de ses infrastructures peut être observée sur les différentes représentations cartographiques du territoire : la carte de Cassini (XVIIIe siècle), la carte d'état-major (1820-1866) et les cartes ou photos aériennes de l'IGN pour la période actuelle (1950 à aujourd'hui).

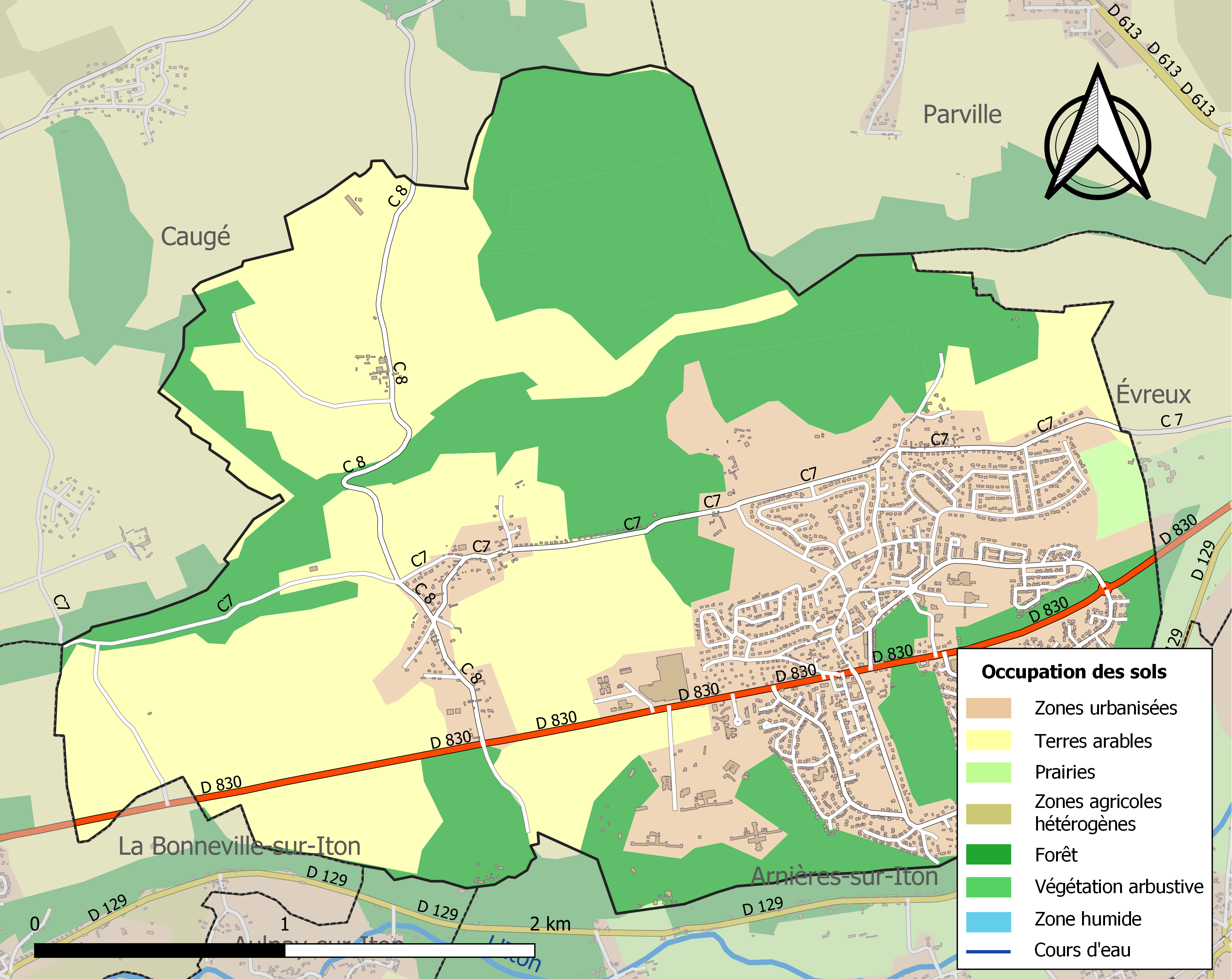
Carte des infrastructures et de l'occupation des sols de la commune en 2018 (CLC).

### Habitat et logement
En 2018, le nombre total de logements dans la commune était de 2 320, alors qu'il était de 1 995 en 2013 et de 1 731 en 2008.
Parmi ces logements, 95,3 % étaient des résidences principales, 0,5 % des résidences secondaires et 4,2 % des logements vacants. Ces logements étaient pour 86,5 % d'entre eux des maisons individuelles et pour 13,1 % des appartements.
La commune respecte depuis 2016 ses obligations posées par la Loi SRU qui lui impose de disposer de 25 % logements socaux, avec, au sens de cette loi, 26,1 %
Au sens du recensement, elle disposait de 252 logements sociaux en 2008 (14,9 % des résidences principales), nombre qui a été porté à 478 en 2018 (21,6 %).
Le tableau ci-dessous présente la typologie des logements à Saint-Sébastien-de-Morsent en 2018 en comparaison avec celle de l'Eure et de la France entière. Une caractéristique marquante du parc de logements est ainsi une proportion de résidences secondaires et logements occasionnels (0,5 %) inférieure à celle du département (6,3 %) mais supérieure à celle de la France entière (9,7 %). Concernant le statut d'occupation de ces logements, 63,3 % des habitants de la commune sont propriétaires de leur logement (68,6 % en 2013), contre 65,3 % pour l'Eure et 57,5 pour la France entière.
| Typologie                                               | Saint-Sébastien-de-Morsent | Eure | France entière |
| ------------------------------------------------------- | -------------------------- | ---- | -------------- |
| Résidences principales (en %)                           | 95,3                       | 85,4 | 82,1           |
| Résidences secondaires et logements occasionnels (en %) | 0,5                        | 6,3  | 9,7            |
| Logements vacants (en %)                                | 4,2                        | 8,3  | 8,2            |

## Toponymie
Saint-Sébastien-du-Bois-Gencelin est réunie en 1844 avec Morsent sous le nom de Saint-Sébastien-de-Morsent,.

Saint-Sébastien  est un hagiotoponyme qui fait référence à l'église dédiée à Saint Sébastien, martyr romain.
Morsent est attesté sous les formes Morcenc à la fin du XIIe siècle et au XIIIe siècle (charte de Richard Cœur de Lion), Mourcench en 1264 (cartulaire de Saint-Taurin), Morchenc en 1304 (La Roque), Mourcenc en 1310 (cartulaire de Saint-Taurin), Morcent en 1414 (La Roque), Morcenq en 1469 (monstre de la nobl.), Morsent-sur-Iton en 1828 (Louis Du Bois).

Morsent est issu du bas latin murocinctus, c'est-à-dire « domaine entouré d'un mur, localité ceintes de murs »,.

## Histoire

### Saint-Sébastien-de-Bois-Gencelin
Saint-Sébastien-de-Bois-Gencelin est mentionné dès 1070 avec Grégoire de Bois-Gencelin qui fait donation de l'église. La famille de Bois-Gencelin conserva la seigneurie de ce nom jusqu'au XIVe siècle. Elle passa ensuite à la famille de Gury puis au XVIe siècle à la famille de Bove dont l'héritier Henri comte de Senecterre était en 1731 seigneur de Bois-Gencelin.
Saint-Sébastien-de-Bois-Gencelin comprenait le fief du Buisson qui appartenait dès 1235 à la famille du Buisson et le fief de La Musse qui avait en 1233 pour seigneur Raoul Chanu et en 1470 Jacques Mignard et fut acheté en 1577 par Louis Lemercier. En 1686, Guilaume Ledoux de La Musse était procureur du roi à Evreux. Les Ledoux furent seigneurs de La Musse jusqu'en 1780 et Monsieur d'Hesbert Duhamel était seigneur de La Musse à la Révolution.

### Notre-Dame et Saint-Jean-de-Morsent
Les deux paroisses furent réunies en 1274. Le fief appartient en 1249 à la famille du Tilleul qui en concéde une partie à la famille Le Vilain. En 1479, Pierre de Houetteville est seigneur de Morsent. En 1562, Charles de Nollent, héritier des Houettevile est seigneur de Morsent. Les Nollent conserve Morsent jusque vers 1630 et, en 1639, Charles Le Pèlerin est sieur de Morsent qui passa par héritage à la famille de Chambray et au XVIIIe siècle à la famille Le Bœuf d'Osmoy.

#### Le pèlerinage de Saint-Sébastien
L'église, qui date du XIVe siècle, a longtemps été un lieu de pèlerinage qui a pris un grand développement au moment où l'Europe et l'Asie connurent la terrible épidémie appelée « peste noire ». Lorsqu'elle apparut à Évreux en 1517, on pensa à recourir à saint Sébastien. Ses attributs sont les flèches, instruments de son supplice. On lui attribuait le pouvoir d'arrêter les épidémies de peste car on considérait cette épidémie comme décochée par les flèches d'un Dieu irrité.
La commune connut ce pèlerinage jusqu'à la fin du XIXe siècle ; il avait lieu le lundi de Pentecôte et le jeudi de la Fête-Dieu. Les pèlerins venaient de paroisses très éloignées et étaient précédés des frères de Charité avec, à leur tête, le tintenellier qui cadençait leurs pas au rythme de ses deux tintenelles (cloches). Les malades contagieux, interdits de rentrer dans l'église, suivaient la messe depuis l'extérieur par l'intermédiaire d'une ouverture aménagée dans le mur.

#### Une économie rurale auXIXesiècle
À cette époque, outre l'agriculture, une briqueterie fait vivre les habitants. Chaque semaine, les cinq fours cuisent des milliers de briques. Parmi les maisons les plus anciennes de la commune, on peut découvrir encore ces maisons en brique.
L'enseignement était donné au hameau du Buisson dans une des propriétés appartenant au comte de Fayet, le plus important propriétaire terrien à l'époque, et ce sont les religieuses de la Providence d'Évreux qui enseignaient.
La commune entre de plain-pied dans la République avec l'ouverture de la première école communale en mai 1903.

#### Sous laIIIeRépublique (1870-1940)
Le 19 janvier 1870, le 17e régiment de hussards prussiens envahit la région d’Évreux. Un des escadrons occupe alors la commune, alors qu'une troupe de francs-tireurs font le coup de feu contre l'envahisseur.
En 1928, le sanatorium de la Musse s'installe dans la commune qui compte alors 240 habitants.

### Après la Seconde Guerre mondiale (depuis 1945)
Jusque dans les années 1960, la commune reste une commune rurale : les seules dépenses d'investissement sont liées à l'adduction de l'eau, au goudronnage des routes (le programme prévoyait {{Unité[2|km}} d'enrobé par an).
En 1970, un ensemble de 700 maisons individuelles bon marché, le Vert Village, est construit à l'entrée est de l'agglomération, dans le cadre du programme des chalandonnettes du ministre de l'Équipement d'alors, Albin Chalandon.
La commune connaît sa plus forte expansion dans les années 1970 et atteint son chiffre record de plus de 5 000 habitants. Dès lors, Saint-Sébastien apparaît comme une commune périurbaine d'Évreux et l'ensemble des services et associations voient le jour.
Au début des années 1990, les habitants de la commune reçoivent le nom de Sébamorsentins et Sébamorsentines.

## Politique et administration

### Rattachements administratifs et électoraux

#### Rattachements administratifs
La commune se trouve dans l'arrondissement d'Évreux du département de l'Eure.
Elle faisait partie de 1801à 1982 du canton d'Evreux-Sud, année où elle est rattachée au canton d'Évreux-Ouest. Dans le cadre du redécoupage cantonal de 2014 en France, cette circonscription administrative territoriale a disparu, et le canton n'est plus qu'une circonscription électorale.

#### Rattachements électoraux
Pour les élections départementales, la commune fait partie depuis 2014 du canton d'Évreux-1
Pour l'élection des députés, elle fait partie de la deuxième circonscription de l'Eure.

### Intercommunalité
Saint-Sébastien-de-Morsent était membre de la communauté d'agglomération dénommée Grand Évreux Agglomération, un établissement public de coopération intercommunale (EPCI) à fiscalité propre créé fin 1999 et auquel la commune avait transféré un certain nombre de ses compétences, dans les conditions déterminées par le code général des collectivités territoriales.
Dans le cadre des dispositions de la loi portant nouvelle organisation territoriale de la République du 7 août 2015, qui prévoit que les établissements publics de coopération intercommunale (EPCI) à fiscalité propre doivent avoir un minimum de 15 000 habitants, cette intercommunalité a fusionné avec sa voisine pour former, le 1er janvier 2017, la communauté d’agglomération dénommée  Évreux Portes de Normandie dont est désormais membre la commune.

### Tendances politiques et résultats
Lors du premier tour des élections municipales de 2014 dans l'Eure, la liste DVD menée par Bruno Groizeleau obtient la majorité absolue des suffrages exprimés, avec 1 134 voix (50,26 %, 21 conseillers municipaux dont 2 communautaires), devançant très largement celles menées respectivement par :

- Michel Ranger (PS, 585 voix, 25,93 %, 3 conseillers municipaux élus dont 1 communautaire) ;

- Georges Jamet (DVD, 537 voix, 23,80 %, 3 conseillers municipaux élus).	

Lors de ce scrutin, 32,90 % des électeurs se sont abstenus.
Lors du premier tour des élections municipales de 2020 dans l'Eure, la liste DVD menée par Florence Haguet-Volckaert — soutenue par le maire sortant Bruno Groizeleau qui ne se représentait pas — obtient la majorité absolue absolue des suffrages exprimés, avec 930 voix (57,98 %, 23 conseillers municipaux élus dont 3 intercommunaux), devançant largement celle PS menée par  Florent Cristobal (674 voix, 42,01 %, 6 conseillers municipaux élus dont 1 communautaire).

Lors de ce scrutin marqué par la Pandémie de Covid-19 en France, 56,17 % des électeurs se sont abstenus.

### Liste des maires
| Période        | Période                    | Identité                  | Étiquette | Qualité |
| -------------- | -------------------------- | ------------------------- | --------- | --- |
| décembre 1844  | aout 1863                  | Antoine Baudard           |           | |
| aout 1863      | aout 1885                  | Charles Quidbeuf          |           | |
| aout 1885      | août 1893                  | Charles Ramier            |           | |
| septembre 1893 | octobre 1921               | Louis Trude               |           | |
| octobre 1921   | février 1924               | Léopold Viguier           |           | |
| février 1924   | février 1935               | Désir Doucerain           |           | |
| février 1935   | septembre 1943             | Seraphin Godefroy         |           | |
| septembre 1943 | aout 1945                  | Gaston Fauvart            |           | |
| aout 1945      | septembre 1947             | Robert Lhermitte          |           | |
| septembre 1947 | mars 1959                  | René Parent               |           | |
| mars 1959      | mars 1989                  | Gabriel Malard            | RPR       | |
| mars 1989      | mars 2001                  | Didier Lafféach           | PS        | |
| mars 2001      | mars 2014                  | Serge Bontemps            | UMP       | |
| mars 2014      | mai 2020                   | Bruno Groizeleau          | DVD       | Ancien responsable logistique et budget au Crédit agricole Vice-président de la CA Évreux Portes de Normandie ( ? → 2022) |
| mai 2020       | En cours (au 11 mars 2022) | Florence Haguet-Volckaert | DVD       | cadre de direction à La Musse                                                                                             |

## Équipements et services publics

### Enseignement
Établissements scolaires :
- Groupe scolaire Marie-Laurencin (3 classes en maternelle et 5 en élémentaire) ;
- Groupe scolaire Louis-et-Louise-Leforestier (4 classes en maternelle et 7 en élémentaire).

Enseignement universitaire (Université de Rouen) :
- Institut de formation La Musse (ergothérapie et masso-kinésithérapie).

## Population et société

### Démographie
L'évolution du nombre d'habitants est connue à travers les recensements de la population effectués dans la commune depuis 1793. Pour les communes de moins de 10 000 habitants, une enquête de recensement portant sur toute la population est réalisée tous les cinq ans, les populations de référence des années intermédiaires étant quant à elles estimées par interpolation ou extrapolation. Pour la commune, le premier recensement exhaustif entrant dans le cadre du nouveau dispositif a été réalisé en 2004.

En 2022, la commune comptait 5 508 habitants, en évolution de −4,21 % par rapport à 2016 (Eure : −0,25 %, France hors Mayotte : +2,11 %).
| 1793 | 1800 | 1806 | 1821 | 1831 | 1836 | 1841 | 1846 | 1851 |
| ---- | ---- | ---- | ---- | ---- | ---- | ---- | ---- | ---- |
| 142  | 158  | 153  | 116  | 140  | 119  | 127  | 264  | 245  |

| 1856 | 1861 | 1866 | 1872 | 1876 | 1881 | 1886 | 1891 | 1896 |
| ---- | ---- | ---- | ---- | ---- | ---- | ---- | ---- | ---- |
| 232  | 225  | 240  | 243  | 229  | 214  | 210  | 224  | 251  |

| 1901 | 1906 | 1911 | 1921 | 1926 | 1931 | 1936  | 1946 | 1954  |
| ---- | ---- | ---- | ---- | ---- | ---- | ----- | ---- | ----- |
| 209  | 240  | 235  | 203  | 230  | 376  | 1 088 | 952  | 1 096 |

| 1962 | 1968  | 1975  | 1982  | 1990  | 1999  | 2004  | 2006  | 2009  |
| ---- | ----- | ----- | ----- | ----- | ----- | ----- | ----- | ----- |
| 841  | 1 252 | 3 250 | 4 626 | 4 181 | 3 812 | 4 208 | 4 308 | 4 697 |

| 2014  | 2019  | 2022  | - | - | - | - | - | - |
| ----- | ----- | ----- | - | - | - | - | - | - |
| 5 265 | 5 594 | 5 508 | - | - | - | - | - | - |

## Lieux et monuments
- Église Saint-Sébastien ;
- Manoir d'Aulnay, construit dans le style anglo-normand;
- Sanatorium de La Musse, fondé à l'initiative d'Almire Breteau en 1932.

## Personnalités liées à la commune
- Louis Martin, père de Thérèse de Lisieux, décédé le 29 juillet 1894 au château de la Musse, alors propriété de son beau-frère Isidore Guérin.
- Ferdinand Lop (1891-1974), enseignant, poète et éditeur français, mort à Saint-Sébastien-de-Morsent.
- Boris Borvine Frenkel (1895-1984), artiste polonais, y est mort.